# Saint-Jean-sur-Erve

Saint-Jean-sur-Erve este o comună în departamentul Mayenne, Franța. În 2009 avea o populație de 492 de locuitori.